# Krista Grotte
Pour les articles homonymes, voir Krista et Grotte.
Krista Grotte, née le 6 septembre 1977 à Minneapolis dans l'État du Minnesota, est une actrice, productrice et scénariste américaine.

## Filmographie

### Comme actrice
- 2003 : Filthy (court métrage) : Pussey
- 2003 : The Spot (série télévisée)
- 2004 : The Nightmare Collection Volume 1 (vidéo) : Necro Nancy
- 2004 : The Reaper (court métrage) : Amber
- 2006 : Hardscrabble : Alyssa Paige
- 2006 : Alarum (court métrage) : Nanette Bentley
- 2007 : Real Premonition : agent Lori Harris
- 2008 : Death on Demand : Velvet Luv
- 2009 : Not of This World (série télévisée) : Dana
- 2009 : Rendezvous in Room 215 (court métrage) : Dana
- 2009 : The Uh-oh Show : Champagne
- 2009 : Brainjacked : Heaven
- 2010 : Death 'N Taxes (court métrage vidéo) : la serveuse
- 2011 : Emerging Past (vidéo) : Pamela Garrett
- 2011 : Deadly Dares: Truth or Dare Part IV (vidéo) : l'autostoppeuse
- 2012 : Mr. Engagement : Chrystel Eden
- 2012 : Joe Vampire
- 2014 : Lazarus: Apocalypse : Marion Crane
- 2015 : Illusions : Melanie Hollins
- 2017 : The Rolan Bolan Project (court métrage) : la gardienne
- 2017 : Check Point : Libby
- 2017 : The Emerging Past Director's Cut : Pam Garrett
- 2017 : The Lost (court métrage) : opératrice 911
- 2017 : Dawn and the Dead (série télévisée) : Mace
- 2018 : The Rack Pack : Victoria
- 2018 : Nation's Fire : Gloria
- 2019 : Innocence Lost : Petra
- 2019 : Go Straight to Hell

### Comme productrice exécutive
- 2018 : Nation's Fire
- 2019 : Innocence Lost

### Comme scénariste
- 2006 : Alarum (court métrage)